# Svart pärlhöna
Svart pärlhöna (Agelastes niger) är en fågel i familjen pärlhöns inom ordningen hönsfåglar.

## Utseende och läte
Svart pärlhöna är en relativt liten (40–43 cm) medlem av familjen med lång stjärt och bart rött huvud med svarta fjädrar på hjässan och hjässans baksida. Fjäderdräkten är i övrigt helsvart. Bland lätena hörs långa serier med visslingar och snabbt upprepade metalliska "ghik".

## Utbredning och systematik
Fågeln förekommer från sydöstra Nigeria till norra Angola och nordostligaste Demokratiska republiken Kongo. Den behandlas som monotypisk, det vill säga att den inte delas in i några underarter.

## Levnadssätt
Svart pärlhöna hittas inne i låglänt regnskog, ibland även i gläntor, hyggen eller på stigar. Den ses vanligen i skygga par eller smågrupper. Födan består av insekter, men även små grodor och växtmaterial som hårda frön, gröna blad och frukt.

## Status och hot
Arten har ett stort utbredningsområde och en stor population, men tros minska i antal, dock inte tillräckligt kraftigt för att den ska betraktas som hotad. Internationella naturvårdsunionen IUCN listar därför arten som livskraftig (LC).